# Ducado de Aosta
El Ducado de Aosta es un título nobiliario italiano generalmente concedido al segundo hijo del rey de Cerdeña (luego de Italia). Los títulos subsidiarios son Príncipe de la Cisterna y Belriguardo, marqués de Voghera y conde de Ponderano.  

## Orígenes
Hacia mediados del siglo XIII el emperador del Sacro Imperio Romano Germánico, Federico II de Suabia, convirtió el condado de Aosta en ducado; sus armas fueron llevadas en el escudo de Saboya hasta la unificación de Italia en 1870. La región siguió siendo parte de las tierras de Saboya, a excepción de la ocupación francesa, entre 1539 y 1563.
El título ha permanecido en la familia de Amadeo de Saboya, segundo hijo de Víctor Manuel II de Italia, ya que hasta su titulación fue el único duque de Aosta que tuvo herederos. El actual duque de Aosta, desde la renuncia de su padre en 2006, es Aimone de Saboya, casado con Olga de Grecia.

## Duque de Aosta, sexta creación (1845)
| Imagen | Nombre                                 | Vida                                                                        | Consorte                                         | Notas                                                                        |
| ------ | -------------------------------------- | --------------------------------------------------------------------------- | ------------------------------------------------ | ---------------------------------------------------------------------------- |
|        | Amadeo de Saboya (1848-1890)           | Palacio Real de Turín, 30 de mayo de 1845 18 de enero de 1890               | María Victoria del Pozzo María Leticia Bonaparte | I duque de Aosta. Fue rey de España como Amadeo I desde 1870 hasta 1873.     |
|        | Manuel Filiberto de Saboya (1890-1930) | Génova, 19 de enero de 1869 Palacio Real de Turín, 4 de julio de 1931       | Elena de Orleans                                 | II duque de Aosta                                                            |
|        | Amadeo II de Saboya-Aosta (1931-1942)  | Palacio Real de Turín, 21 de octubre de 1898 Nairobi, 3 de marzo de 1942    | Ana Elena de Orleans                             | III duque de Aosta. Virrey de África Oriental Italiana.                      |
|        | Tomislav II de Croacia (1942-1948)     | Palacio Real de Turín, 9 de marzo de 1900 Buenos Aires, 29 de enero de 1948 | Irene de Grecia y Dinamarca                      | IV duque de Aosta. Fue rey de Croacia como Tomislav II desde 1941 hasta 1943 |
|        | Amadeo III de Saboya-Aosta (1948-2006) | Florencia, 27 de septiembre de 1943 Arezzo, 1 de junio de 2021              | Claudia de Orleans Silvia Ottavia Paternò        | V duque de Aosta. Cedió el título a su hijo mayor                            |
|        | Aimón de Saboya-Aosta (2006-)          | Florencia, 13 de octubre de 1967-                                           | Olga Isabel de Grecia                            | VI duque de Aosta. También duque de Apulia.                                  |